# 灌县文庙
灌县文庙位于中国四川省都江堰市（原称灌县）文庙街24号，于2012年同邻近的魁星阁共同被列为一项四川省文物保护单位。
灌县文庙始建于五代，庙址在城西盘龙山麓。明朝洪武初年迁至城东。明末张献忠剿四川，灌县文庙被毁。清朝康熙元年（1662年）在城东原址重建文庙。康熙二十七年（1688年），文庙从城东迁回旧址盘龙山麓，城东文庙改建文昌宫。同治二年（1863年）又重建，光绪七年（1881年）全部完成文庙所有建筑群。1929年文庙改建为县立初级中学校；1952年改灌县中学（今都江堰中学）。2007年都江堰中学迁址。2008年汶川大地震时，万仞宫墙垮塌，大成殿严重受损。2010年按清代的形制和布局恢复重建文庙，2013年5月13日建成并向公众开放。
现在的灌县文庙主要建筑有棂星门、泮池、大成门、大成殿等。

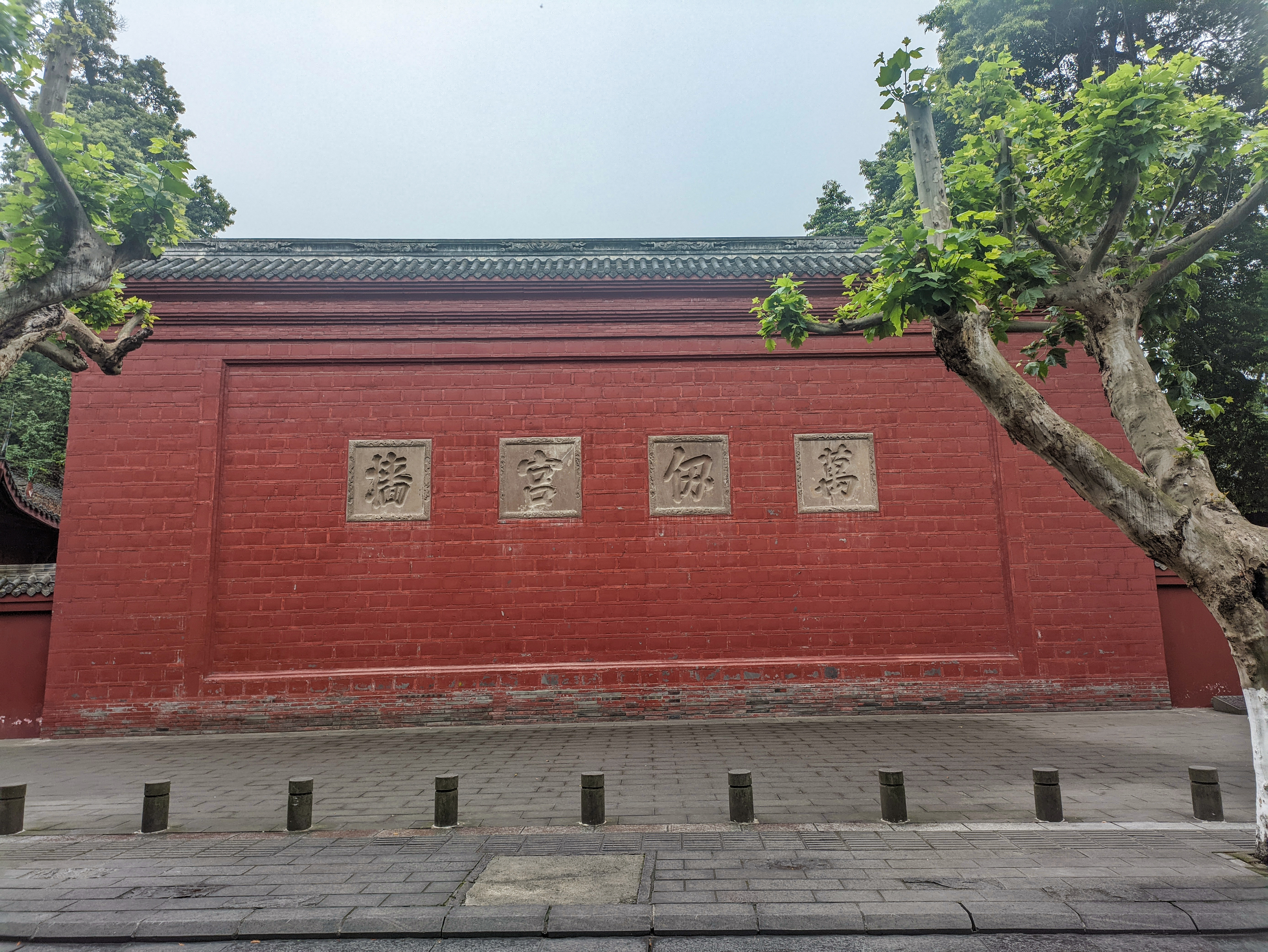
万仞宫墙
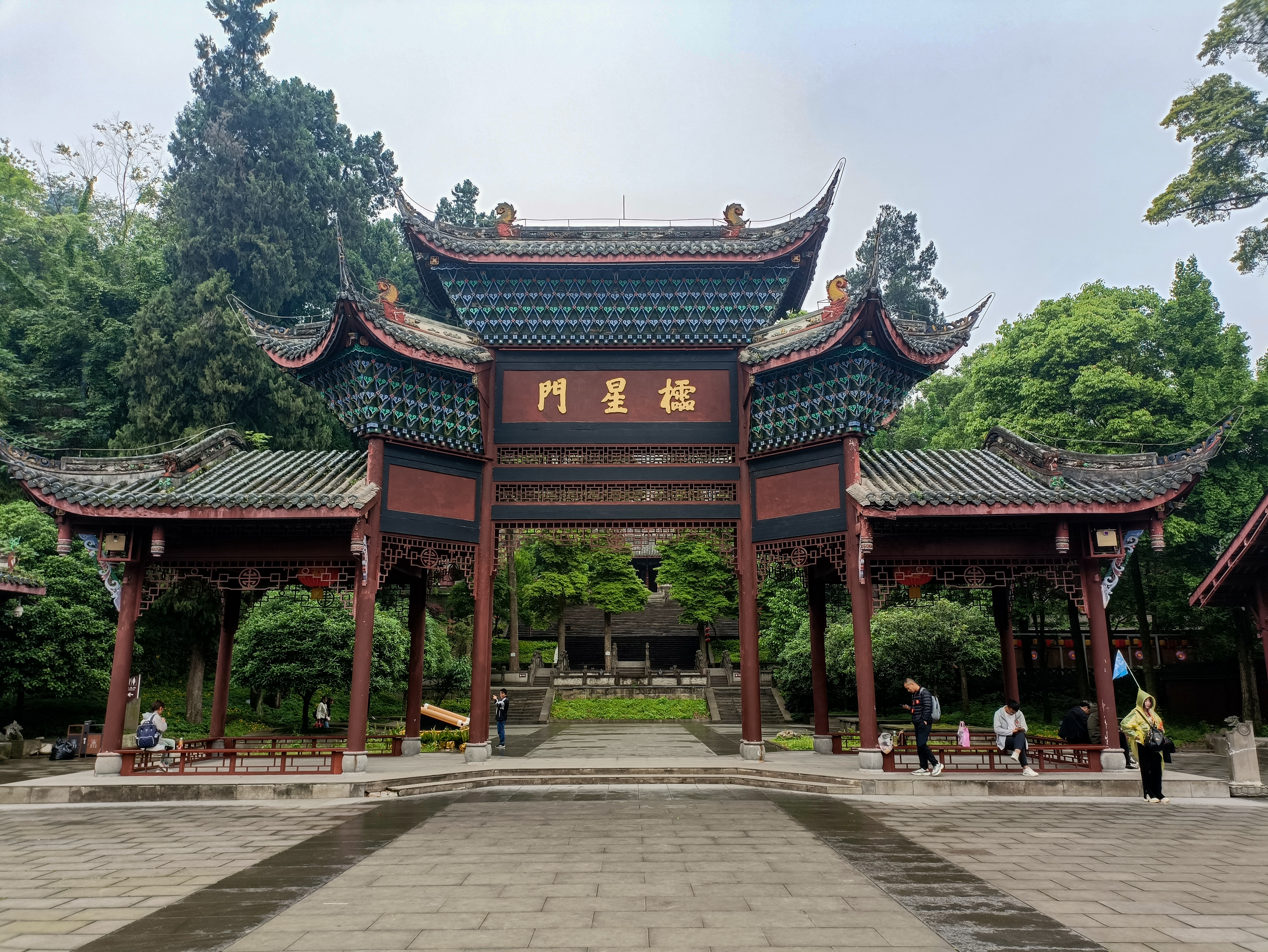
棂星门
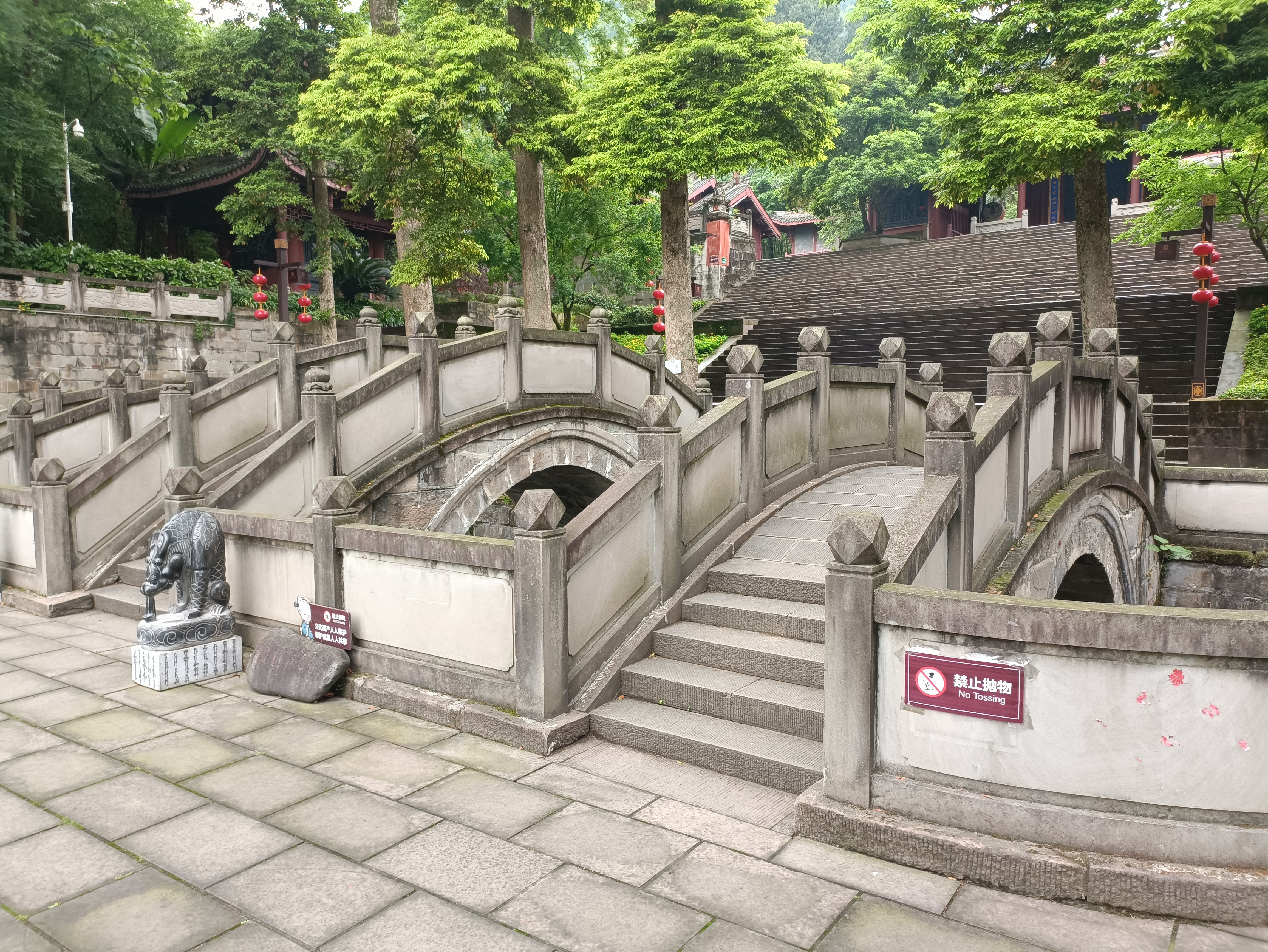
泮池、泮桥
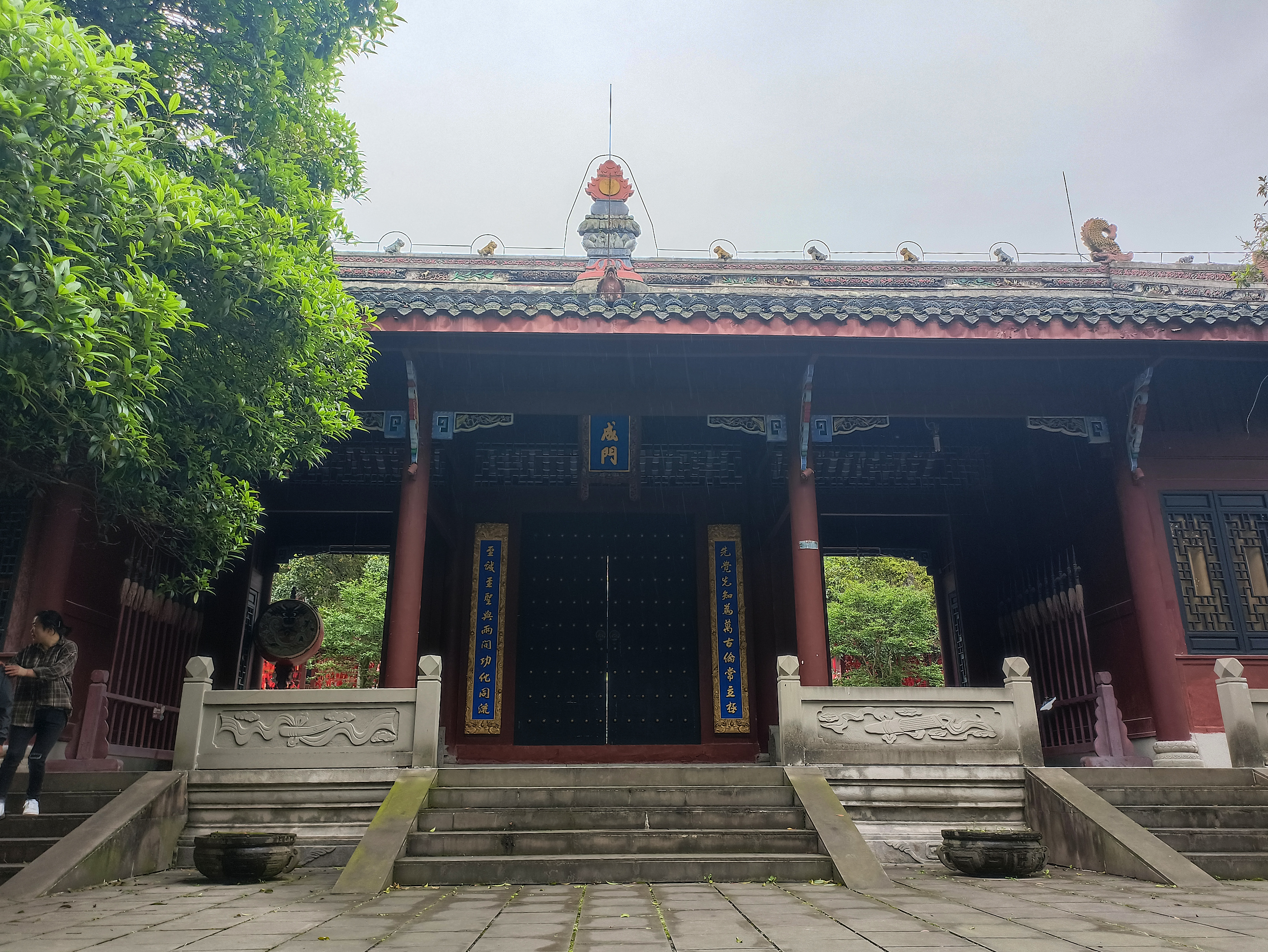
大成门
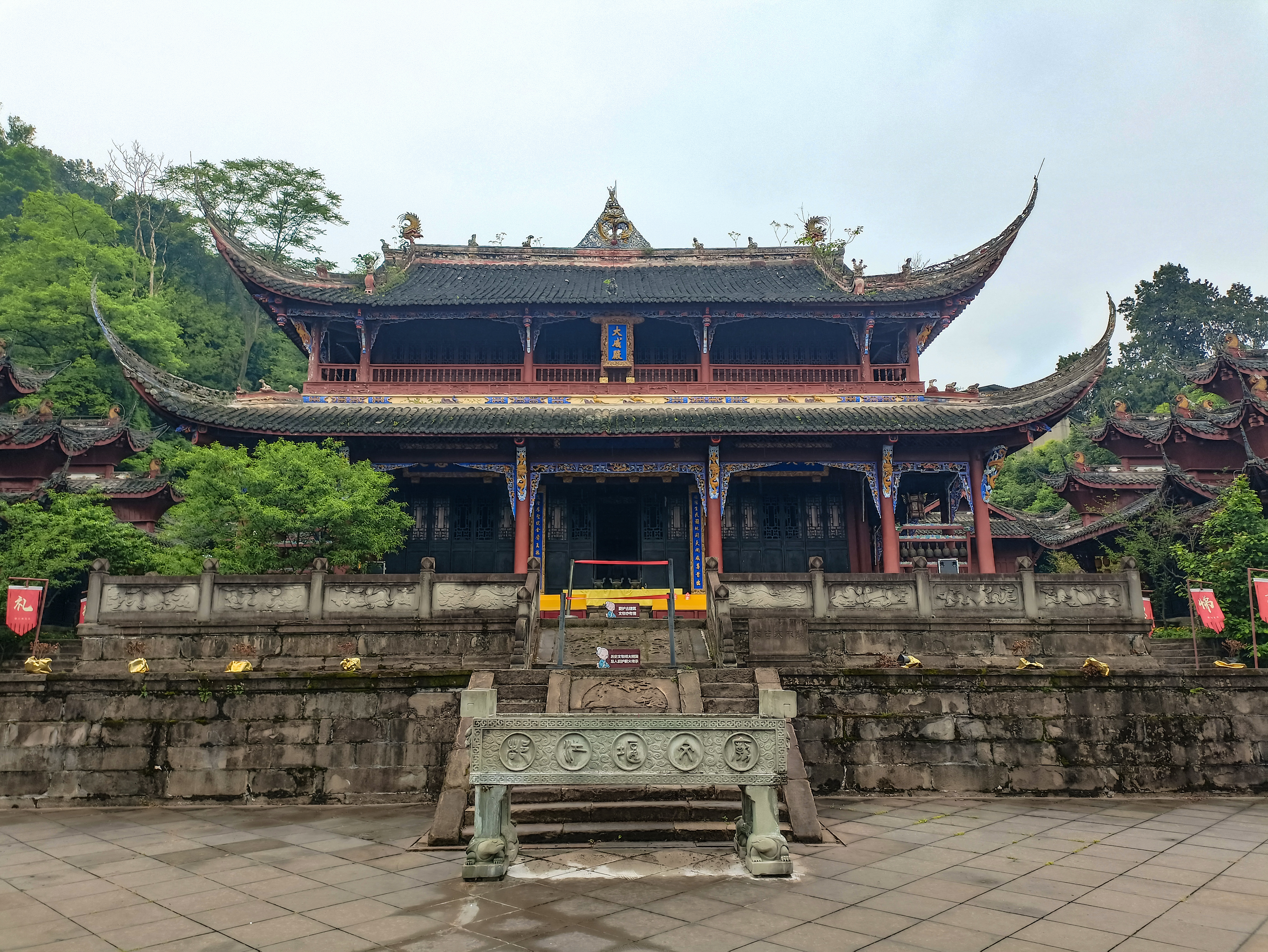
大成殿
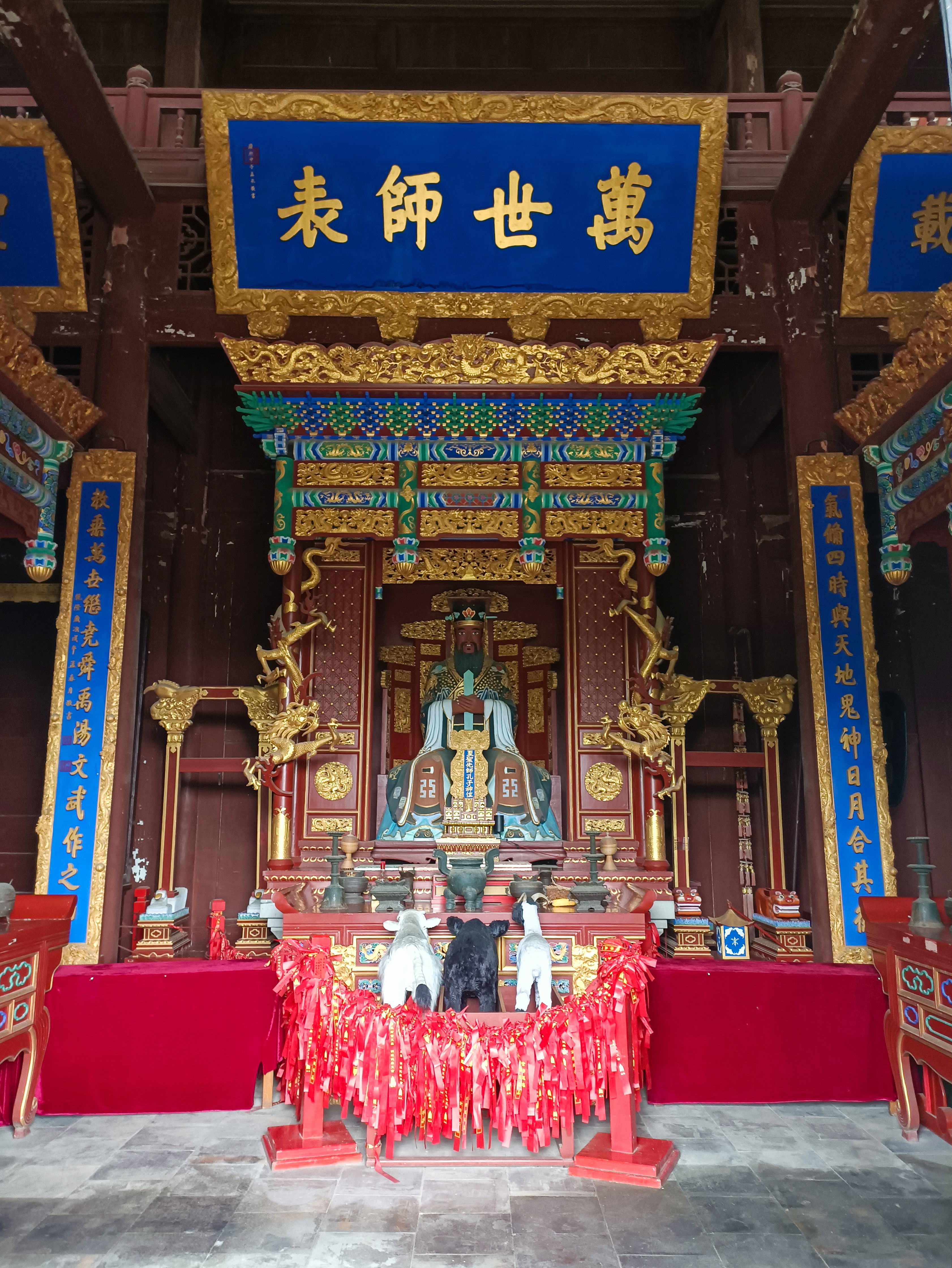
大成殿内部
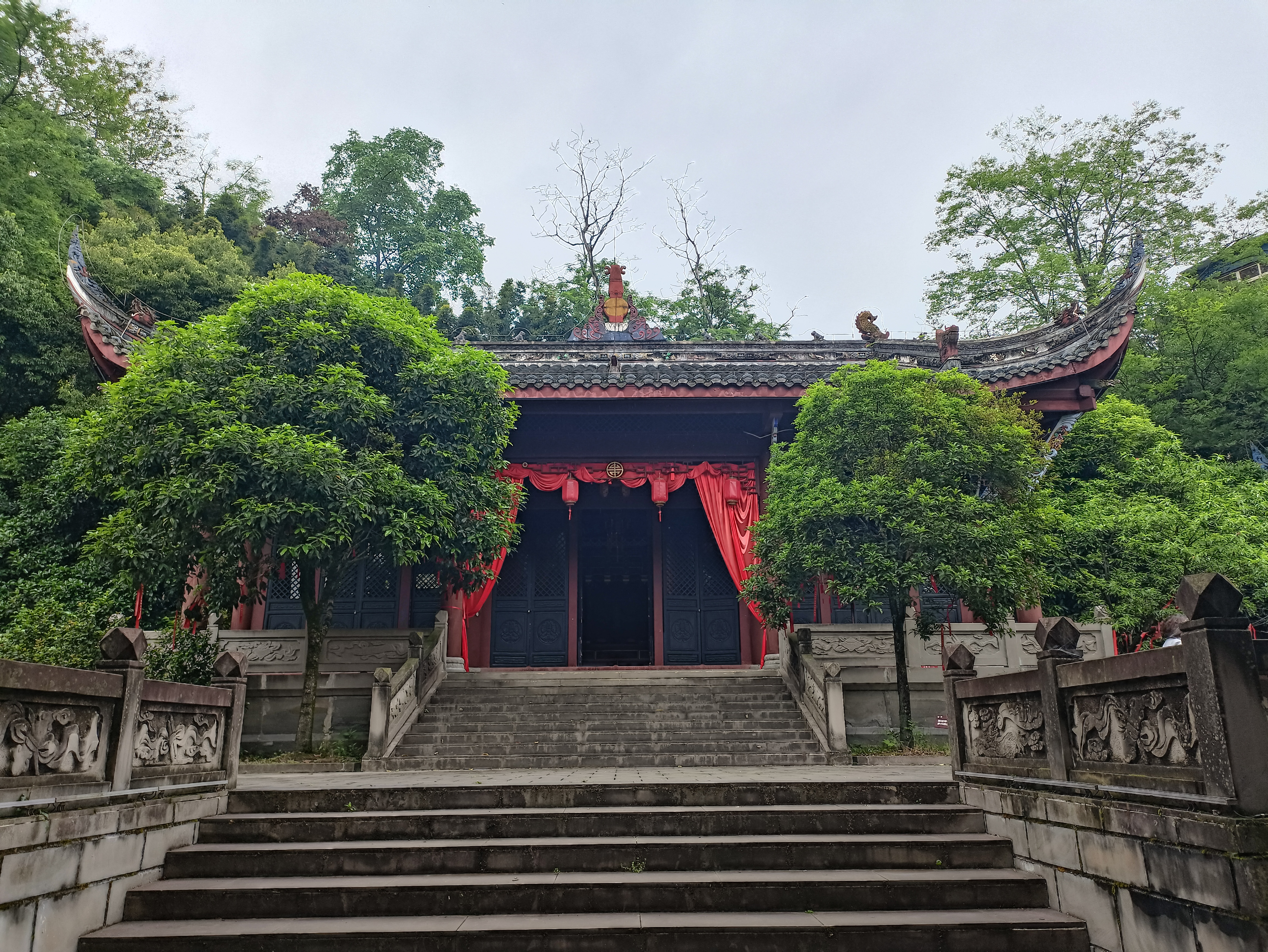
崇圣祠